# فرنسيس إيرل جونستون
فرنسيس إيرل جونستون (بالإنجليزية: Francis Earl Johnston) هو عسكري نيوزيلندي، ولد في 1 أكتوبر 1871 في ويلينغتون في نيوزيلندا، وتوفي في 7 أغسطس 1917 في فرنسا.